# Райта Оксана Іванівна
Оксана Іванівна Райта (нар. 5 березня 1993, село Скоморохи, Сокальський район, Львівська область) — українська легкоатлетка, що спеціалізується у бігу на 3000 метрів з перешкодами та легкоатлетичному кросі. Чемпіонка України, членкиня збірної України з легкої атлетики, учасниця чемпіонатів Європи. Майстер спорту з легкої атлетики.

## Життєпис
Навчалася в Ільковицькому НВК «ЗШ І-ІІІ ст. — дитячий садок». У 8 класі записалася на секцію легкої атлетики у Дитячу юнацьку спортивну школу «Соколяни» (Сокаль). Під час обласних змагань нею зацікавився заслужений тренер України Сташків Михайло Володимирович, який тренував у Львівському державному училищі фізичної культури. Наступного року вже тренувалася у Львові під його наглядом.
З 2008 по 2009 рік були перші виступи на Чемпіонаті України. Загальний сезон 2009 року завершився невдачею: посіла 13 місце. На початку нового навчального року змінила змагальну дистанцію з бігу на 800 м на біг 2000 м з перешкодами. Результат — 1 місце на Чемпіонаті України з легкої атлетики у м. Ялта та на Зимовому чемпіонаті у приміщенні.
Для того щоб потрапити на Юнацькі Олімпійські ігри, потрібно було пройти два відбори, перший з яких (виграти Чемпіонат України) пройти не вдалося. Зайняла 2 місце, але Федерація легкої атлетики України вирішила допустити її до другого відбору — Чемпіонату Європи, який проходив у м. Москва у травні 2010 року. Для того щоб 2 номер збірної потрапив на Олімпіаду, потрібно не лише бути у першій сімці, а й випередити суперницю зі своєї країни. На цих змаганнях встановила національний рекорд України серед дівчат до 20 років на дистанції 2000 м з перешкодами (6 хвилин 48 секунд).
На Олімпіаді, яка проходила у Сінгапурі, змагаючись із 16 кращими спортсменками із усього світу, завоювала бронзу та встановила новий національний рекорд України для дівчат до 20 років на дистанції 2000 м з перешкодами — 6 хвилин 41 секунда.
2012 року брала участь у Чемпіонаті світу з легкої атлетики серед юніорів (до 22 років) у м. Барселона, де на дистанції 3000 м з перешкодами зайняла 12 місце.
2013 року здобула 1 місце на Чемпіонаті України серед молоді.
2014 року у Дорослому командному чемпіонаті Європи, який проходив у м. Брауншвейг (Німеччина) посіла 10 місце на дистанції 3000 м з перешкодами.
2015 року зайняла четверте командне місце серед дівчат до 23 років на Чемпіонаті Європи з кросу (Франція, м. Єр) на дистанції 6 км.
2017 року брала участь у Чемпіонаті Європи з кросу у м. Шаморин (Словаччина), дистанція 8 км серед жінок.
З 2013 до 2018 навчалася у Львівському державному університеті фізичної культури. Отримує другу вищу освіту в Національному університеті «Львівська політехніка». На всеукраїнському фотоконкурсі Міс-спорт Україна (2011 рік) отримала титул «Віце-міс спорт Україна».